# Episodi di Le amiche di mamma (terza stagione)
La terza stagione della serie televisiva Le amiche di mamma è stata pubblicata su Netflix divisa in due parti di nove puntate ciascuna. La prima parte è stata distribuita il 22 settembre 2017.
La seconda ed ultima parte della terza stagione verrà distribuita il 22 dicembre 2017 su Netflix.
| nº            | nº          | Titolo originale                        | Titolo italiano                                   | Prima TV USA      | Prima TV Italia   |
| Prima Parte   | Prima Parte | Prima Parte                             | Prima Parte                                       | Prima Parte       | Prima Parte       |
| ------------- | ----------- | --------------------------------------- | ------------------------------------------------- | ----------------- | ----------------- |
| 27            | 1           | Best Summer Ever                        | La migliore estate di sempre                      | 22 settembre 2017 | 22 settembre 2017 |
| 28            | 2           | Break a Leg                             | Gamba rotta                                       | 22 settembre 2017 | 22 settembre 2017 |
| 29            | 3           | Declarations of Independence            | Dichiarazioni d'indipendenza                      | 22 settembre 2017 | 22 settembre 2017 |
| 30            | 4           | My Little Hickey                        | Il mio succhiotto                                 | 22 settembre 2017 | 22 settembre 2017 |
| 31            | 5           | Uncle Jesse's Adventures in Babysitting | Le avventure da babysitter dello zio Jesse        | 22 settembre 2017 | 22 settembre 2017 |
| 32            | 6           | M-M-M-My Ramona                         | La mia Ramona                                     | 22 settembre 2017 | 22 settembre 2017 |
| 33            | 7           | Say Yes to the Dress                    | Il vestito                                        | 22 settembre 2017 | 22 settembre 2017 |
| 34            | 8           | Maybe Baby                              | Forse un bebé                                     | 22 settembre 2017 | 22 settembre 2017 |
| 35            | 9           | Wedding or Not Here We Come             | Matrimonio o no, arriviamo!                       | 22 settembre 2017 | 22 settembre 2017 |
| Seconda Parte |             |                                         |                                                   |                   |                   |
| 36            | 10          | My Best Friend's Japanese Wedding       | Il matrimonio giapponese della mia migliore amica | 22 dicembre 2017  | 22 dicembre 2017  |
| 37            | 11          | Troller Coaster                         | Le montagne russe dei Troll                       | 22 dicembre 2017  | 22 dicembre 2017  |
| 38            | 12          | Fast Times at Bayview High              | Le voci girano alla Bayview High                  | 22 dicembre 2017  | 22 dicembre 2017  |
| 39            | 13          | A Tommy Tale                            | Il futuro di Tommy                                | 22 dicembre 2017  | 22 dicembre 2017  |
| 40            | 14          | Surrogate City                          | Madri in affitto                                  | 22 dicembre 2017  | 22 dicembre 2017  |
| 41            | 15          | Soul Sisters                            | Anime sorelle                                     | 22 dicembre 2017  | 22 dicembre 2017  |
| 42            | 16          | Happily Ever After                      | E vissero per sempre felici e contenti            | 22 dicembre 2017  | 22 dicembre 2017  |
| 43            | 17          | Fullers in a Fog                        | La minacciosa nuvola                              | 22 dicembre 2017  | 22 dicembre 2017  |
| 44            | 18          | Here Comes the Sun                      | La magia tra di noi                               | 22 dicembre 2017  | 22 dicembre 2017  |